# Record (Sportzeitung)
Record ist eine portugiesische Tageszeitung mit Sitz in Lissabon, die sich ausschließlich mit Sportthemen beschäftigt. Die 1949 gegründete Zeitung berichtet jeden Tag ausführlich über den nationalen und internationalen Fußball. Auch über andere Sportarten, die in Portugal wichtig sind, wie Rollhockey, Rugby, Futsal, Handball, Basketball und Judo, wird berichtet. Im Jahr 2015 hatte die Sportzeitung eine durchschnittliche tägliche verkaufte Auflage von 47.500 Stück. Die Zeitung gehört zum Unternehmen Edisport, S.A. aus der Cofina-Gruppe.